# Огюстен Пажу
Огюстен Пажу (фр. Augustin Pajou; 19 вересня 1730, Париж — 8 травня 1809, там само) — французький скульптор, представник класицизму.

## Життя і творчість
У 1734 році О. Пажу вчиться в Королівській академії живопису і скульптури в Парижі, був учнем скульптора Жана-Батиста Лемуана. У 1738 році він завойовує Римську премію і 1-ю премію Королівської академії. Це дозволило Пажу кілька років провчитися в Італії, зокрема — в Римі. Прихильність короля і заступництво мадам Дюбаррі забезпечили скульптора після повернення на батьківщину великими замовленнями. У 1760-х роках Пажу зайнятий виконанням робіт по прикрасі різних офіційних будівель, серед них — Королівської опери Версаля, паризьких Пале-Рояль і Палацу юстиції. Під час Французької революції скульптор був членом комісії зі збереження пам'яток мистецтва і три роки пропрацював у її складі в Монпельє.
Після повернення в Париж О. Пажу тяжко захворів, у зв'язку з чим був змушений залишити роботу скульптора.
Вважався одним з найкращих європейських скульпторів 2-ї половини XVIII століття, його роботи зберігаються в найбільших художніх музеях світу.

## Галерея

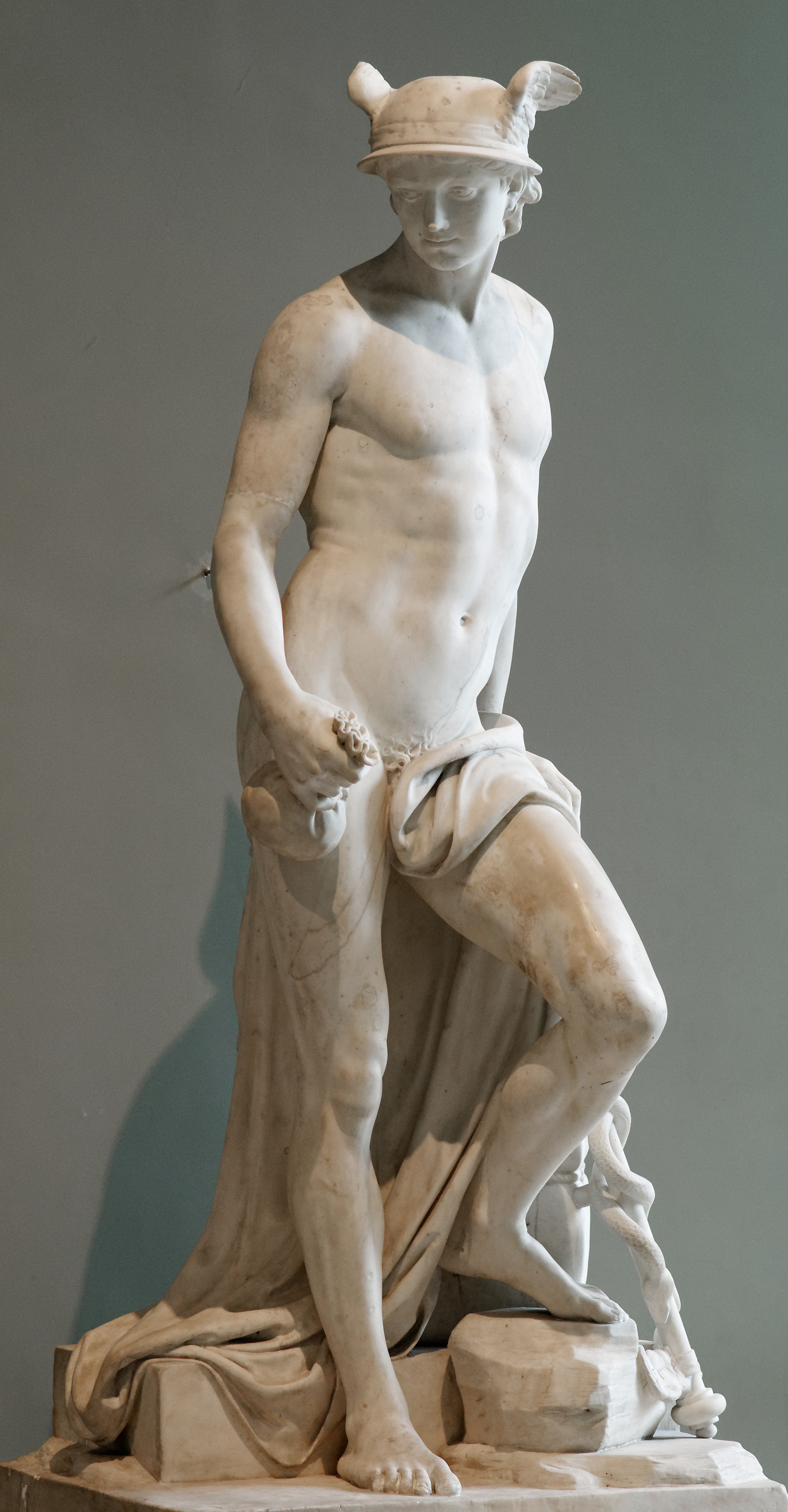
Меркурій
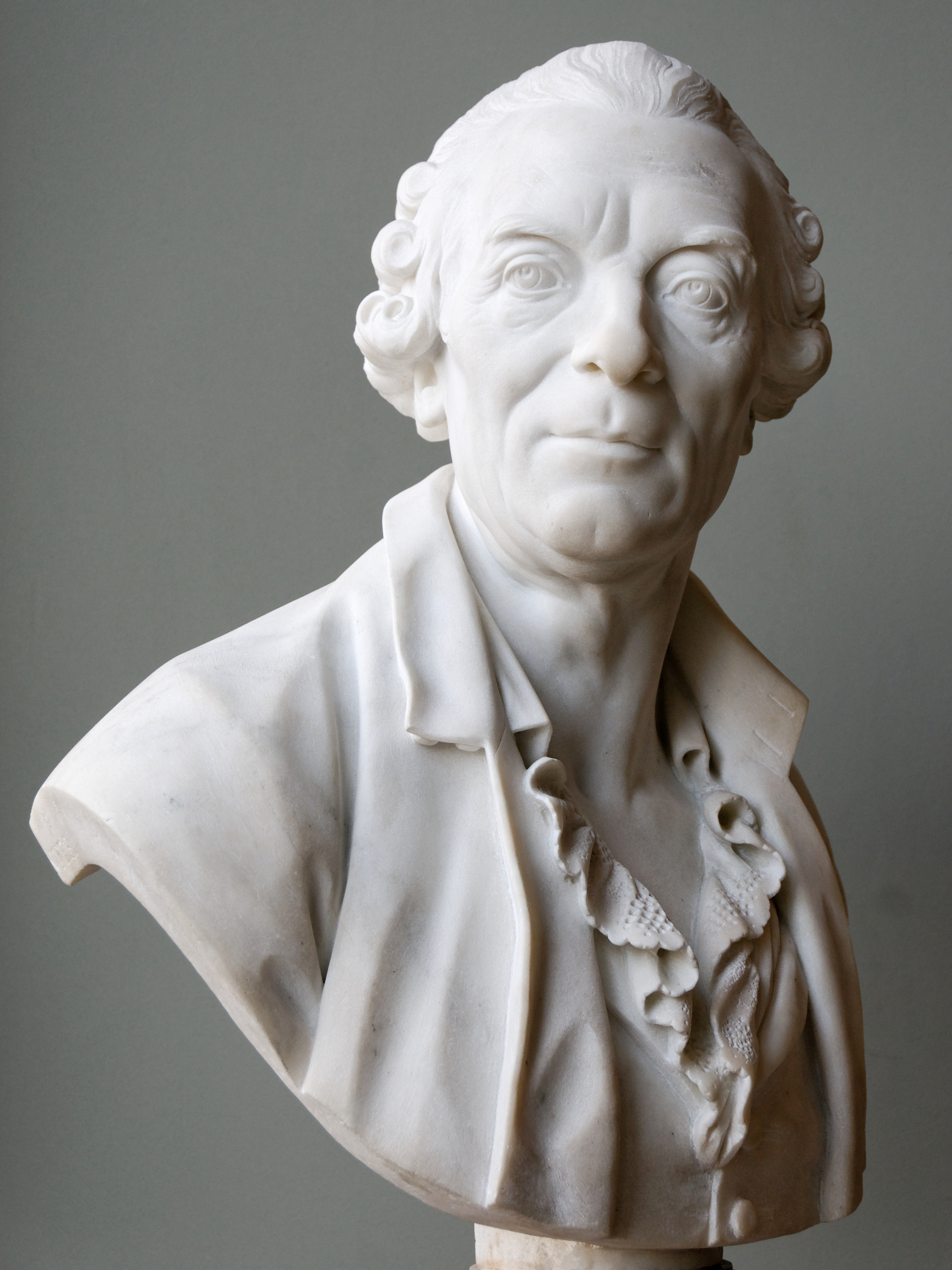
Бюст Буффона
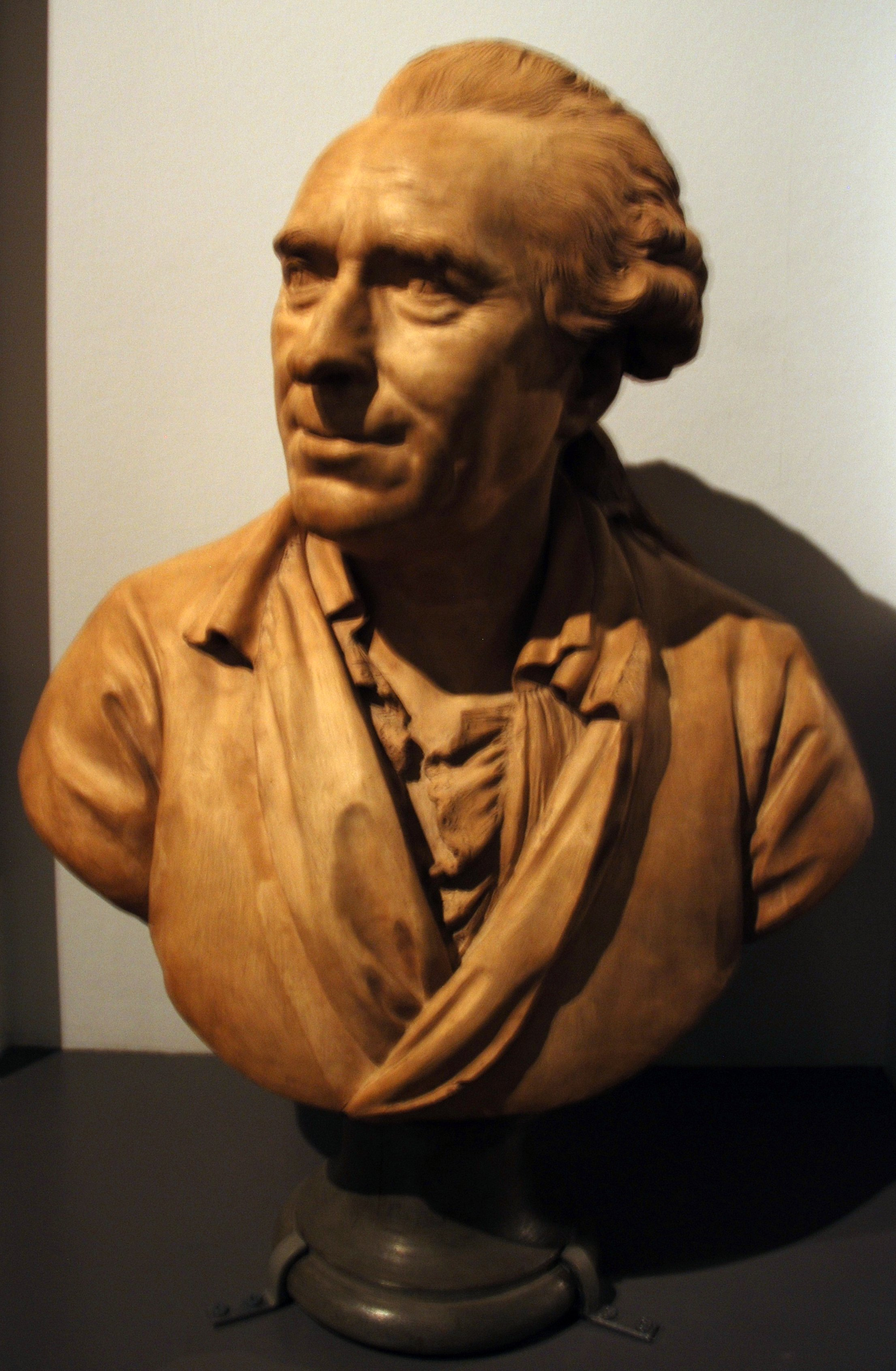
Бюст М.-Ж.Седана
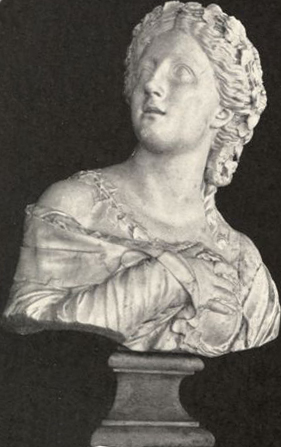
Бюст мадемуазель Рокур
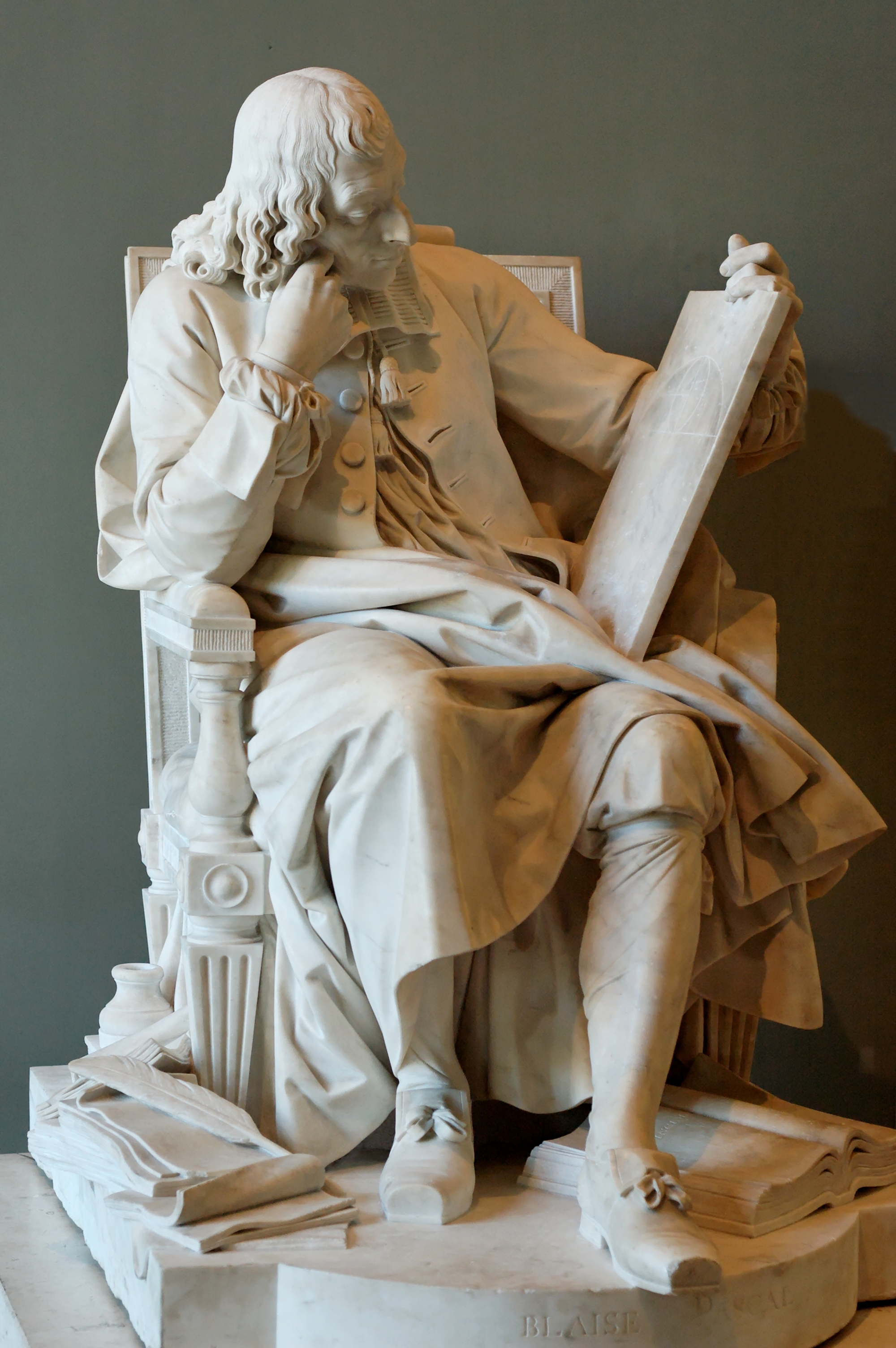
Блез Паскаль